# Trofeo EFE
Die Trofeo EFE wird jährlich seit der Saison 1990/91 vergeben durch die Nachrichtenagentur EFE für den besten lateinamerikanischen bzw. iberoamerikanischen Fußballspieler der Primera División in Spanien. Rekordgewinner (5) ist der Argentinier Lionel Messi, gefolgt vom Chilenen Iván Zamorano und dem Brasilianer Ronaldo (je 2).
Der ehemalige argentinische Spieler Fernando Redondo, der für CD Teneriffa (1990–1994) und Real Madrid (1995–2000) gespielt hat, erhielt speziell den Preis für den besten Spieler der Jahre 1990–2000 (mejor jugador iberoamericano de la década de 1990). 2016/17 erhielt Real Madrid den speziellen Preis für den besten iberoamerikanischen Verein. Der Uruguayer Edison Cavani, der für Paris Saint-Germain spielt, erhielt 2017/18 den Preis als einziger Spieler außerhalb der spanischen Primera División.

## Gewinner
| Jahr      | Spieler           | Verein              |
| --------- | ----------------- | ------------------- |
| 1990/91   | Rommel Fernández  | CD Teneriffa        |
| 1991/92   | José Zalazar      | Albacete Balompié   |
| 1992/93   | Iván Zamorano     | Real Madrid         |
| 1993/94   | Romário           | FC Barcelona        |
| 1994/95   | Iván Zamorano     | Real Madrid         |
| 1995/96   | Diego Simeone     | Atlético Madrid     |
| 1996/97   | Ronaldo           | FC Barcelona        |
| 1997/98   | Roberto Carlos    | Real Madrid         |
| 1998/99   | Rivaldo           | FC Barcelona        |
| 1999/2000 | Martin Herrera    | Deportivo Alavés    |
| 2000/01   | Roberto Acuña     | Real Saragossa      |
| 2001/02   | Javier Saviola    | FC Barcelona        |
| 2002/03   | Ronaldo           | Real Madrid         |
| 2003/04   | Ronaldinho        | FC Barcelona        |
| 2004/05   | Diego Forlán      | FC Villarreal       |
| 2005/06   | Pablo Aimar       | FC Villarreal       |
| 2006/07   | Lionel Messi      | FC Barcelona        |
| 2007/08   | Sergio Agüero     | Atlético Madrid     |
| 2008/09   | Lionel Messi      | FC Barcelona        |
| 2009/10   | Lionel Messi      | FC Barcelona        |
| 2010/11   | Lionel Messi      | FC Barcelona        |
| 2011/12   | Lionel Messi      | Barcelona           |
| 2012/13   | Cristiano Ronaldo | Real Madrid         |
| 2013/14   | Diego Costa       | Atlético Madrid     |
| 2014/15   | Luis Suárez       | FC Barcelona        |
| 2015/16   | Keylor Navas      | Real Madrid         |
| 2016/17   | Real Madrid       | –                   |
| 2017/18   | Edinson Cavani    | Paris Saint-Germain |

## Anzahl der Siege nach Spieler
| Spieler       | Siege |
| ------------- | ----- |
| Lionel Messi  | 5     |
| Iván Zamorano | 2     |
| Ronaldo       | 2     |

Fett: aktive Spieler